# اندیس چاه مکپ
چاه مکپ یک اندیس فلزی است که در حوالی شهر مختاران استان خراسان قرار دارد و مادهٔ معدنی موجود در آن، طلا است.  